# Nagacta schoutedeni
Nagacta schoutedeni is een insect uit de familie van de vlinderhaften (Ascalaphidae), die tot de orde netvleugeligen (Neuroptera) behoort. 
Nagacta schoutedeni is voor het eerst wetenschappelijk beschreven door Navás in 1914.